# L'Amour dans de beaux draps
Pour plus de détails, voir Fiche technique et Distribution.
L'Amour dans de beaux draps (Sibling Rivalry) est un film américain réalisé par Carl Reiner sorti en 1990.

## Synopsis
Une femme, à la vie de couple morose et à la belle-famille envahissante, se laisse aller à une pulsion en couchant avec un parfait étranger. Il s'avère qu'à la suite de leurs ébats, celui-ci décède d'une crise cardiaque et se trouve être son beau-frère.

## Fiche technique
- Titre français : L'Amour dans de beaux draps
- Titre original : Sibling Rivalry
- Réalisation : Carl Reiner
- Scénario : Martha Goldhirsh
- Photographie : Reynaldo Villalobos (en)
- Montage : Bud Molin
- Musique : Jack Elliott (en)
- Production : Liz Glotzer, Don Miller
- Société de production : Castle Rock Entertainment, Nelson Entertainment
- Pays :  États-Unis
- Langue : anglais
- Format : couleur - Dolby Digital - DTS - 35 mm - 1.85:1
- Genre : comédie
- Durée : 88 minutes
- Date de sortie : 
  -  Canada et  États-Unis : 26 octobre 1990
  -  France : 16 janvier 1991

## Distribution
- Kirstie Alley (VF : Marie Vincent) : Marjorie Turner
- Bill Pullman (VF : Vincent Violette) : Nicholas Meany
- Carrie Fisher (VF : Frédérique Tirmont) : Iris Turner-Hunter
- Jami Gertz (VF : Virginie Ledieu) : Jeanine
- Scott Bakula (VF : Bernard Alane) : Harry Turner
- Frances Sternhagen (VF : Claire Guibert) : Rose Turner
- John Randolph (VF : Jean Violette) : Charles Turner Sr.
- Sam Elliott (VF : Marc Cassot) : Charles Turner Jr.
- Ed O'Neill (VF : Michel Derain) : Wilbur Meany
- Bill Macy (VF : Jean Lescot) : Pat
- Paul Benedict (VF : Yves Barsacq) : le Dr Plotner
- Dian Kobayashi (VF : Dany Laurent) : la caissière